# Ecgbert II van Kent

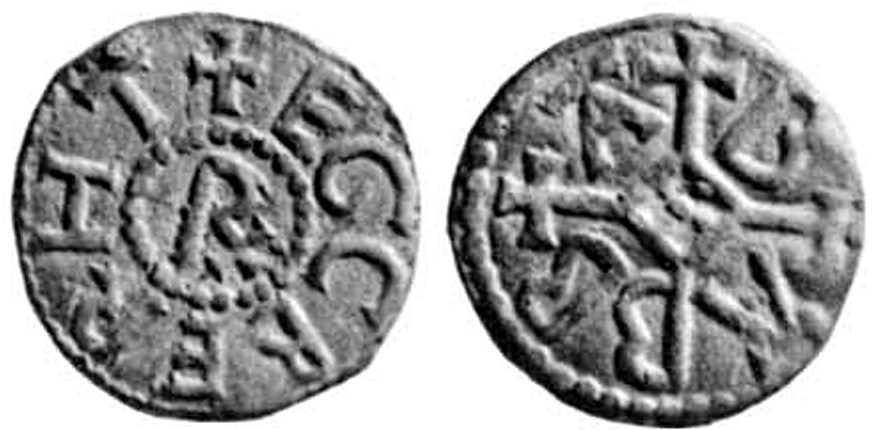
Een door de muntmeester Babba in Canterbury geslagen munt van koning Ecgberht II.

Ecgberht II (ook wel Ecberht, Ecgberhtus, Egcberth) was van 764 tot 779/784 een koning van het Angelsaksische koninkrijk Kent

## Leven
Na de dood van koning Wihtred in 725 werd het koninkrijk Kent verdeeld onder zijn twee zonen Eadbert I, die West-Kent kreeg en Æthelberht II kreeg het oosten. Na de dood van Æthelberht II viel koning Offa van het Koninkrijk Mercia, Oost-Kent binnen. De Angelsaksische kroniek vermeldt de volgende namen als opvolger van Æthelberht II : Eadbert II, Sigered, Eanmund (762-764) en Heabert (764-765).
In 765 werd Oost-Kent ingelijfd bij Mercia. Ecgbert II volgde Eardwulf van West-Kent op. 
Ecgberht schonk in 765 landerijen aan bisschop Eardwulf van Rochester. Naast de toestemming van zijn medekoning Heaberht van Kent was daarnaast ook de licentia (toestemming) van Offa als vertegenwoordiger van de hegemoniaalmacht gewenst. In 772 was Ecgberht op een charter getuige bij een schenking een land door Offa van Mercia. Ecgberht lijkt ten minste aanzienlijke steun in Kent te hebben gehad en was niet volledig van Offa afhankelijk..
Ecgberht en zijn medekoning Heaberht van Kent keerden zich tegen de overheersing door Mercia. Beiden lieten in Canterbury nieuwe munten slaan naar het voorbeeld van de Karolingische denarius. In aanvulling op de mercantiele munctie waren munten ook een politiek symbool tegen de Mercische hegemonie. Aartsbisschop Jænberht van Canterbury (765-792) lijkt het streven naar autonomie van de twee Kentische koningen erkend te hebben.
Heahberht van Kent wordt in de bewaard gebleven bronnen al snel niet meer genoemd. Ecgberht boekte in 776 in de slag bij Otford een overwinning op Offa en heerste in daaropvolgende jaren als onafhankelijk koning waarschijnlijk over geheel Kent. Op zijn laatst sinds 778 kon Ecgberht als soeverein vrijelijk over zijn landerijen beschikken. Bij overdrachten van land aan bisschop Deora van Rochester was geen goedkeuring van een mede- of hogere koning meer nodig. Ecgberhts invloedssfeer breidde zich waarschijnlijk ook tot Surrey, delen van Essex en Sussex uit..
Met het laatste uit 779 gedateerde charter verdwijnt Ecgberht uit de overgeleverde bronnen. In het jaar 784 is Ealhmund, mogelijke Ecgberths broer, als zijn opvolger gekend. Misschien was Ealhmund reeds in de jaren 770 medekoning of onderkoning van Ecgberht. Rond 784/785 geraakte Kent opnieuw onder controle van koning Offa van Mercia, die het land tot zijn dood in 796 zelf regeerde. Hij herriep de door Ecgberht "eigenmachtig" gemaakte beschikkingen, die hij als onrechtmatig beschouwde..

## Voetnoten
1. ↑  charter 34
2. ↑  charter 108. Gearchiveerd op 23 september 2015. Geraadpleegd op 15 december 2014.
3. ↑  D.P. Kirby: The Earliest English Kings, Routledge, 2000, ISBN 978-0415242110, charter 36
4. ↑   Joanna Story, Carolingian connections: Anglo-Saxon England and Carolingian Francia, c. 750-870, Ashgate, 2003, ISBN 978-0-7546-0124-1, blz. 192-193.
5. 1 2   Simon Keynes: Kings of Kent. in: Lapidge e.a. (red.): The Blackwell Encyclopedie of  Anglo-Saxon England. Wiley-Blackwell, Oxford, o.a. 2001, ISBN 978-0-6312-2492-1, blz. 501-502
6. ↑   charter 35 (778), charter 36 (779)
7. ↑   D.P. Kirby: The Earliest English Kings, Routledge, 2000, ISBN 978-0415242110, blz. 139
8. 1 2   Julia Barrow, Andrew Wareham (red.), Myth, Rulership, Church and Charters: Essays in Honour of Nicholas Brooks, Ashgate, 2008 ISBN 978-0-7546-5120 -8, blz.79.
9. ↑  D.P. Kirby: The Earliest English Kings, Routledge, 2000, ISBN 978-0415242110, blz. 138